# 明開站
明開站（越南语：／）位於越南首都河內市北慈廉郡明開坊，是河內都市鐵路3號線的一個車站。 2024年8月8日開業。

## 鄰近地點
- 東亞工藝大學（EAUT）
- 河內輻照中心

## 外部連結
- 明開站（河內都市鐵路的官方網站） （页面存档备份，存于）